# Federazione di Bosnia ed Erzegovina
La Federazione di Bosnia ed Erzegovina (in bosniaco, croato e serbo: Federacija Bosne i Hercegovine (FBiH) /  Федерација Босне и Херцеговине (ФБиХ), IPA: federǎːtsija bôsneː i xěrtseɡoʋineː), comunemente nota come federazione croato-musulmana, è, insieme alla Repubblica Serba, una delle due entità che compongono lo Stato della Bosnia ed Erzegovina.
È abitata principalmente da bosgnacchi e croati bosniaci.
La Federazione di Bosnia ed Erzegovina è composta da 10 cantoni autonomi con i propri governi. Viene chiamata anche semplicemente "federazione" (federacija).
La Federazione fu creata dagli Accordi di Washington del 1994, che pose fine alla parte del conflitto in cui i croati bosniaci combattevano con i bosgnacchi. Ha istituito un'assemblea costituente che ha continuato il suo lavoro fino all'ottobre 1996. La Federazione ha una capitale, governo, presidente, parlamento, servizi doganali e di polizia, due sistemi postali e una compagnia aerea (BH Airlines). Aveva il suo esercito, l'esercito della Federazione di Bosnia ed Erzegovina, che è stato fuso con l'esercito della Republika Srpska per formare le forze armate della Bosnia ed Erzegovina. La capitale e la città più grande è Sarajevo con 438.443 abitanti e la popolazione totale di 688.354 nella sua area metropolitana.

## Storia

### Guerra bosniaca
L'esercito popolare jugoslavo (JNA) dominato dai serbi attaccò la Croazia dalla Bosnia ed Erzegovina. Il loro primo obiettivo fu il villaggio di Ravno che fu attaccato il 2 novembre 1991 e completamente distrutto. La Jugoslavia effettuò un blocco economico alla Bosnia ed Erzegovina, cercando così di mantenerla come parte della Jugoslavia.
La leadership bosniaca era ancora indecisa nei riguardi di un conflitto importante, quindi i croati furono i primi a partecipare alla guerra. Organizzarono unità militari, le forze di difesa croate (HOS) nel novembre 1991 e il Consiglio di difesa croato nell'aprile del 1992. Queste unità erano in parte composte da bosniaci. La difesa territoriale della Bosnia ed Erzegovina, in seguito l'esercito della Repubblica di Bosnia ed Erzegovina si organizzò efficacemente nell'autunno del 1992. Nelle zone controllate dai serbi, i serbi eseguirono omicidi di massa, pulizia etnica dei non serbi, principalmente bosniaci e croati, stabilirono campi di concentramento e distrussero l'eredità culturale bosniaca e croata. Nel novembre del 1992 i serbi avevano conquistato il 70% del territorio della Bosnia ed Erzegovina e tenuto Sarajevo in un limbo, terrorizzando la popolazione con bombardamenti e costante fuoco di cecchini.
La creazione di una repubblica croata di Herzeg-Bosnia era una questione controversa per i bosniaci. I croati accusarono i bosgnacchi di volere islamizzare il paese e di volere imporre il dominio bosgnacco in tutte le aree. Così ritirarono i rappresentanti etnici croati dal Parlamento, dal governo e dalla presidenza. A causa delle espulsioni dei serbi bosniaci, i bosgnacchi si trasferirono in altre zone, interrompendo così l'area dei croati e modificando il loro rapporto prebellico. Le dispute politiche e gli incidenti minori nella Bosnia centrale e settentrionale e nell'Erzegovina settentrionale e centrale portarono alla guerra croato-bosniaca nel novembre 1992.
Il piano Vance-Owen venne presentato nel gennaio 1993. Venne pianificato di creare 10 cantoni sul territorio di tutta la Bosnia ed Erzegovina. Questo piano aumentò il conflitto tra croati e bosgnacchi. L'esercito della Repubblica di Bosnia ed Erzegovina (ARBiH) lanciò quattro offensive e conquistò una vasta area che era sotto il controllo dell'HVO; quasi tutta la Bosnia centrale (tranne Novi Travnik, Vitez, Busovača, Kiseljak, Kreševo e Žepče e le aree più vaste intorno a quelle città e Usora, parte del comune di Travnik, Zavidovići e parte del comune di Vareš) e parte dell'Erzegovina, Konjic, Jablanica e parti orientali e settentrionali di Mostar.
I crimini contro i civili vennero commessi da entrambe le parti. L'ostilità tra croati e bosniaci si concluse con la mediazione degli Stati Uniti e la firma dell'accordo di Washington il 18 marzo 1994. La cooperazione tra croati e bosniaci venne rinnovata e la Federazione di Bosnia ed Erzegovina, una zona controllata dai bosgnacchi e dai croati. Ci fu anche una proposta per creare una confederazione tra Federazione di Bosnia ed Erzegovina e Repubblica di Croazia.
Il comando congiunto di ARBiH, HVO e dell'esercito croato (HV) venne istituito nel marzo 1995. La stretta cooperazione tra croati e bosniaci venne fatta attraverso l'accordo di Spalato: i capi musulmani della Bosnia ed Erzegovina permisero all'esercito croato di liberare la parte occidentale della Bosnia ed Erzegovina in collaborazione con l'ARBiH. Dopo l'Operazione Tempesta, il cerchio serbo attorno a Bihać fu rotto e gli eserciti croati e bosniaci continuarono a liberare la Bosnia occidentale. Le Nazioni Unite tentarono senza successo di stabilire la pace in Bosnia-Erzegovina cercando di creare una struttura di successo per la Bosnia ed Erzegovina. I serbi lanciarono un attacco contro la città di Bihać, protetta dall'ONU, ma vennero fermati dall'esercito croato durante l'operazione Tempesta. I successi militari congiunti croato-bosniaci hanno reso possibili i negoziati di pace.

### Creazione
Aree controllate dai bosgnacchi
     Repubblica Croata dell'Erzeg-Bosnia

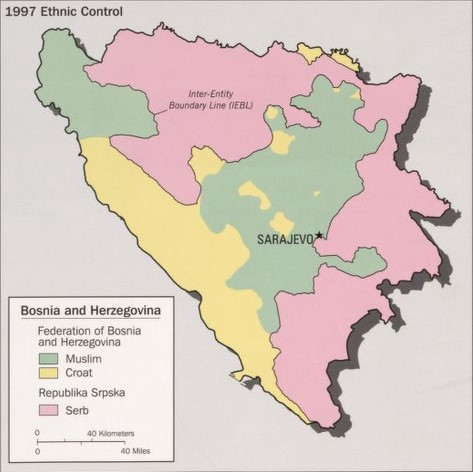
Parti della Federazione controllate dai croati e dai bosgnacchi nel 1997
Aree controllate dai bosgnacchi
Repubblica Croata dell'Erzeg-Bosnia

Le basi per la creazione della Federazione di Bosnia ed Erzegovina furono stabilite dall'Accordo di Washington del marzo 1994. In base all'accordo, il territorio combinato detenuto dall'esercito della Repubblica di Bosnia ed Erzegovina e le forze del Consiglio di difesa croato dovevano essere divisi in dieci cantoni autonomi. Il sistema cantonale venne selezionato per prevenire il dominio di un gruppo etnico rispetto ad un altro.
L'accordo di Washington venne attuato durante la primavera del 1994, convocando l'Assemblea Costituente della Federazione di Bosnia ed Erzegovina. Il 24 giugno, l'Assemblea costituzionale adottò e proclamò la Costituzione della Federazione di Bosnia ed Erzegovina.
Nel 1995, le forze governative bosniache e le forze bosniache croate della Federazione di Bosnia ed Erzegovina sconfissero le forze della Regione Autonoma della Bosnia Occidentale e questo territorio fu aggiunto alla federazione.

### Confine geografico
La linea di Confine Inter-Entità (LCIE) che distingue le due entità della Bosnia ed Erzegovina corre essenzialmente lungo le linee militari come esistevano alla fine della guerra bosniaca, con aggiustamenti (soprattutto nella parte occidentale del paese e intorno a Sarajevo), come definito dall'accordo di Dayton. La lunghezza totale della LCIE è approssimativamente di 1.080 km. La LCIE è una demarcazione amministrativa e non controllata da militari o polizia e vi è libertà di movimento.
Cinque dei cantoni (Una-Sana, Tuzla, Zenica-Doboj, Podrinje bosniaco e Sarajevo) sono cantoni a maggioranza bosniaca, tre (Posavina, Erzegovina occidentale e Cantone 10) sono cantoni a maggioranza croata e due (Bosnia centrale ed Erzegovina- Neretva) sono "etnicamente misti", nel senso che esistono procedure legislative speciali per la protezione dei gruppi etnici costituenti.
Una parte significativa del distretto di Brčko faceva anche parte della Federazione; tuttavia, quando il distretto fu creato, divenne territorio condiviso di entrambe le entità, ma non fu posto sotto il controllo di nessuno dei due, ed è quindi sotto la diretta giurisdizione della Bosnia-Erzegovina. Attualmente la Federazione di Bosnia ed Erzegovina ha 79 comuni.

## Società

### Evoluzione demografica
La Federazione di Bosnia ed Erzegovina comprende il 51% del territorio bosniaco ed è abitata da circa il 62,85% della popolazione totale del paese. Secondo il censimento del 2013, la Federazione della Bosnia-Erzegovina aveva una popolazione di 2,2 milioni di abitanti, di cui il 70,40% erano Bosgnacchi, il 22,44% erano Croati, il 2,55% erano Serbi e il 4,61% erano altri.

La popolazione serba è diminuita molto dopo il 1991 a causa della pulizia etnica avvenuta durante la guerra bosniaca; alcuni serbi hanno deciso di tornare dall'esilio nella Republika Srpska, andando a formare maggioranze etniche nelle municipalità di Drvar, Bosansko Grahovo, Glamoč e Bosanski Petrovac.
| Anno | Bosgnacchi | %     | Croati  | %     | Serbi   | %     | Jugoslavi | %    | Altro   | %    | Totale    |
| ---- | ---------- | ----- | ------- | ----- | ------- | ----- | --------- | ---- | ------- | ---- | --------- |
| 1991 | 1.423.593  | 52,3% | 594.362 | 21,9% | 478.122 | 17,6% | 161.938   | 5,9% | 62.059  | 2,3% | 2.720.074 |
| 2013 | 1.562.372  | 70,4% | 497.883 | 22,4% | 56.550  | 2,6%  |           |      | 102.415 | 4,6% | 2.219.220 |

| 1  | Sarajevo   | Federazione di Bosnia ed Erzegovina | 356,454 | 11 | Zvornik        | Republika Srpska                    | 58,856 |
| 2  | Banja Luka | Republika Srpska                    | 185,042 | 12 | Živinice       | Federazione di Bosnia ed Erzegovina | 57,765 |
| 3  | Tuzla      | Federazione di Bosnia ed Erzegovina | 110,979 | 13 | Bihać          | Federazione di Bosnia ed Erzegovina | 56,261 |
| 4  | Zenica     | Federazione di Bosnia ed Erzegovina | 110,663 | 14 | Travnik        | Federazione di Bosnia ed Erzegovina | 53,482 |
| 5  | Bijeljina  | Republika Srpska                    | 107,715 | 15 | Gradiška       | Republika Srpska                    | 51,727 |
| 6  | Mostar     | Federazione di Bosnia ed Erzegovina | 105,797 | 16 | Gračanica      | Federazione di Bosnia ed Erzegovina | 45,220 |
| 7  | Prijedor   | Republika Srpska                    | 89,397  | 17 | Lukavac        | Federazione di Bosnia ed Erzegovina | 44,520 |
| 8  | Brčko      | Distretto di Brčko                  | 83,516  | 18 | Tešanj         | Federazione di Bosnia ed Erzegovina | 43,063 |
| 9  | Doboj      | Republika Srpska                    | 71,441  | 19 | Sanski Most    | Federazione di Bosnia ed Erzegovina | 41,475 |
| 10 | Cazin      | Federazione di Bosnia ed Erzegovina | 66,149  | 20 | Velika Kladuša | Federazione di Bosnia ed Erzegovina | 40,419 |

## Politica
Il governo e la politica della Federazione sono dominati da due grandi partiti, il Partito di azione democratica (Stranka demokratske akcije, SDA) e l'Unione democratica croata di Bosnia ed Erzegovina (Hrvatska demokratska zajednica, HDZ).
Le istituzioni a livello di entità includono:
- Parlamento bicamerale: 
  - Camera dei rappresentanti, camera bassa;
  - Camera dei popoli, camera alta, che protegge gli interessi delle nazioni costituenti;
- Governo della Federazione che garantisce una rappresentanza per ogni etnia;
- Presidente della Federazione che è affiancato da due vicepresidenti;
- Corte Costituzionale della Federazione.

Dato che i bosgnacchi compongono circa il 70,4% della popolazione della Federazione, i croati il 22,4% e i serbi solo il 2% circa, la Camera dei Popoli del Parlamento (con pari rappresentanza per tutte e tre le nazionalità) dovrebbe garantire che gli interessi di croati, serbi e minoranze nazionali siano rappresentati in modo equo durante la creazione del governo e nel processo legislativo. Dal 2001-02 e gli emendamenti imposti dall'estero alla costituzione e alle leggi elettorali, i croati bosniaci affermarono che il sistema elettorale per i deputati alla Camera dei popoli fosse truccato, privandoli dei loro diritti di rappresentanza e permettendo di fatto ai bosgnacchi di controllare la maggioranza anche nella camera superiore. In particolare, dopo il 2002, i deputati di ciascuna nazione alla Camera dei Popoli vengono eletti da 10 assemblee cantonali, 6 delle quali con la chiara maggioranza bosgnacca. Questo smantellamento controlla che i croati e i serbi della Federazione hanno avuto parte sia nella legislatura federale che nell'esecutivo, in particolare nella costruzione del governo. Nel 2010-14 il governo della Federazione venne formato dal SDP senza il consenso dei principali partiti politici croati. Dopo che il politico croato Božo Ljubić presentò ricorso, nel dicembre 2016 la Corte costituzionale della Bosnia ed Erzegovina trovò incostituzionale il sistema elettorale dei deputati alla Camera dei popoli e abrogò le regole controverse.
La Federazione è anche divisa in dieci cantoni altamente autonomi, che sono di fatto unità federali. Ognuno ha i propri governi, assemblee e competenze esclusive. Dopo l'appello dei croati, la Corte costituzionale della Federazione stabilì nel 2010 che due ministeri della Federazione - Ministero della Pubblica Istruzione e della Scienza e Ministero della Cultura e dello Sport - sono incostituzionali poiché l'istruzione e la cultura sono una competenza esclusiva dei cantoni, non della federazione.
Nel settembre 2010, l'International Crisis Group avvertì che "le dispute tra il capo bosgnacco e croato e un sistema amministrativo disfunzionale hanno paralizzato il processo decisionale, hanno messo l'entità sull'orlo della bancarotta e innescato disordini sociali". Insoddisfatti della rappresentanza dei croati nella Federazione, i partiti politici croati insistono nel creare un'unità federale a maggioranza croata invece di diversi cantoni. La SDA e altri partiti bosgnacchi si oppongono fermamente a questo. Nel gennaio 2017, l'Assemblea nazionale croata affermò che "se la Bosnia ed Erzegovina vuole diventare autosufficiente, allora è necessario avere una riorganizzazione amministrativo-territoriale, che includa un'unità federale con una maggioranza croata. Rimane l'aspirazione permanente del popolo croato di Bosnia ed Erzegovina."

### Suddivisioni amministrative
La Federazione di Bosnia ed Erzegovina comprende dieci cantoni (bosniaco: kantoni, croato: županije):

### Simboli

Prima bandiera della federazione di Bosnia ed Erzegovina

La bandiera della Federazione di Bosnia ed Erzegovina e lo stemma della Federazione di Bosnia ed Erzegovina vennero giudicati incostituzionali dalla Corte costituzionale della Bosnia ed Erzegovina e dovevano essere sostituiti entro settembre di quell'anno. Il 31 marzo 2007, la Corte costituzionale inserì la sua decisione nella "Gazzetta Ufficiale della Bosnia-Erzegovina", rimuovendoli ufficialmente. La federazione non ha ancora adottato un nuovo inno o uno stemma, ma usa i simboli dello stato centrale come soluzione provvisoria.

## Galleria d'immagini

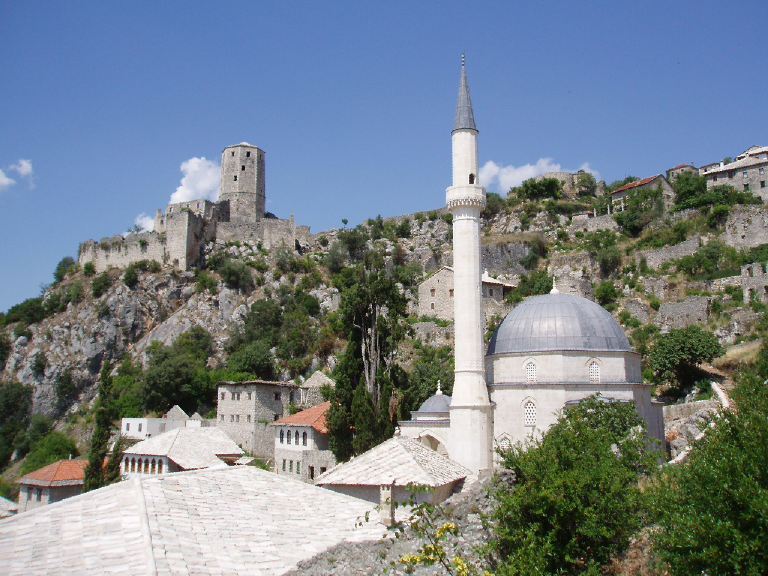
Počitelj, antico insediamento vicino a Čapljina
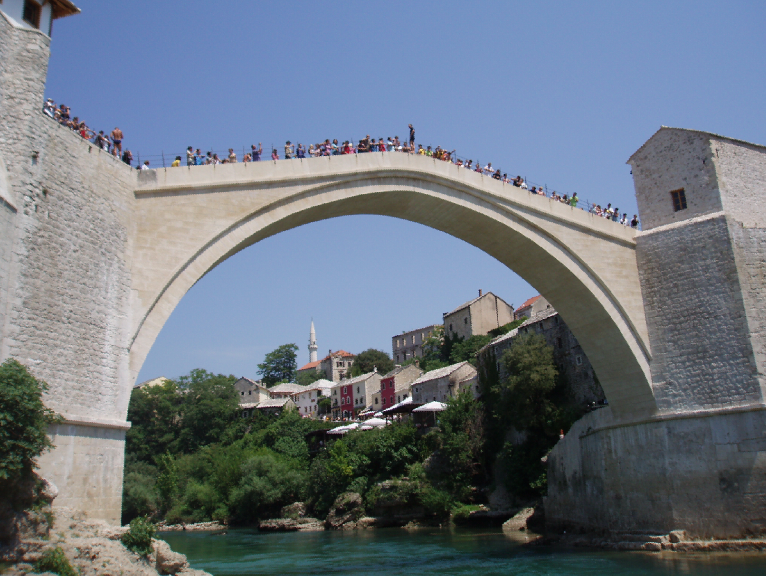
Lo Stari Most (ponte vecchio) a Mostar
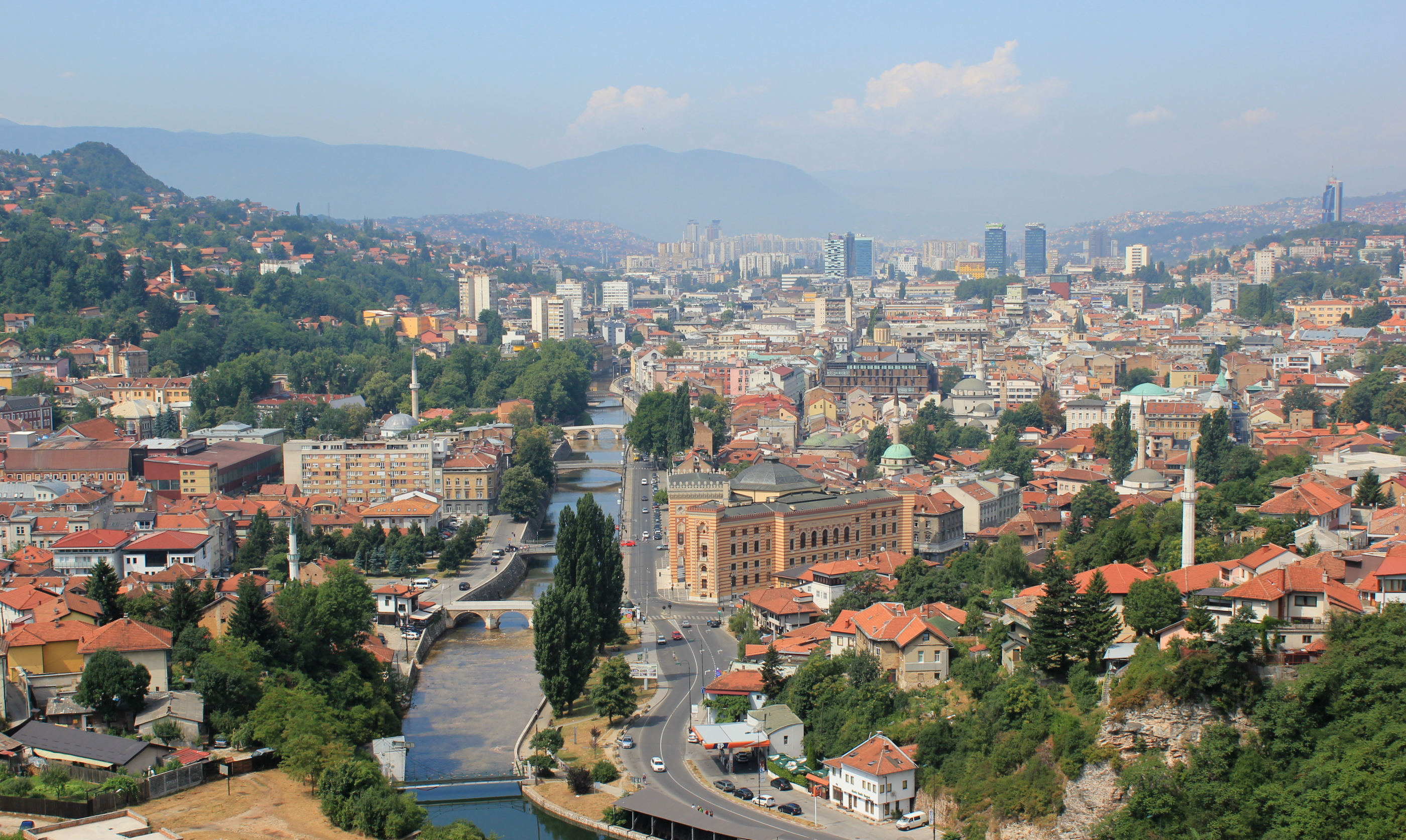
Sarajevo, vista da est
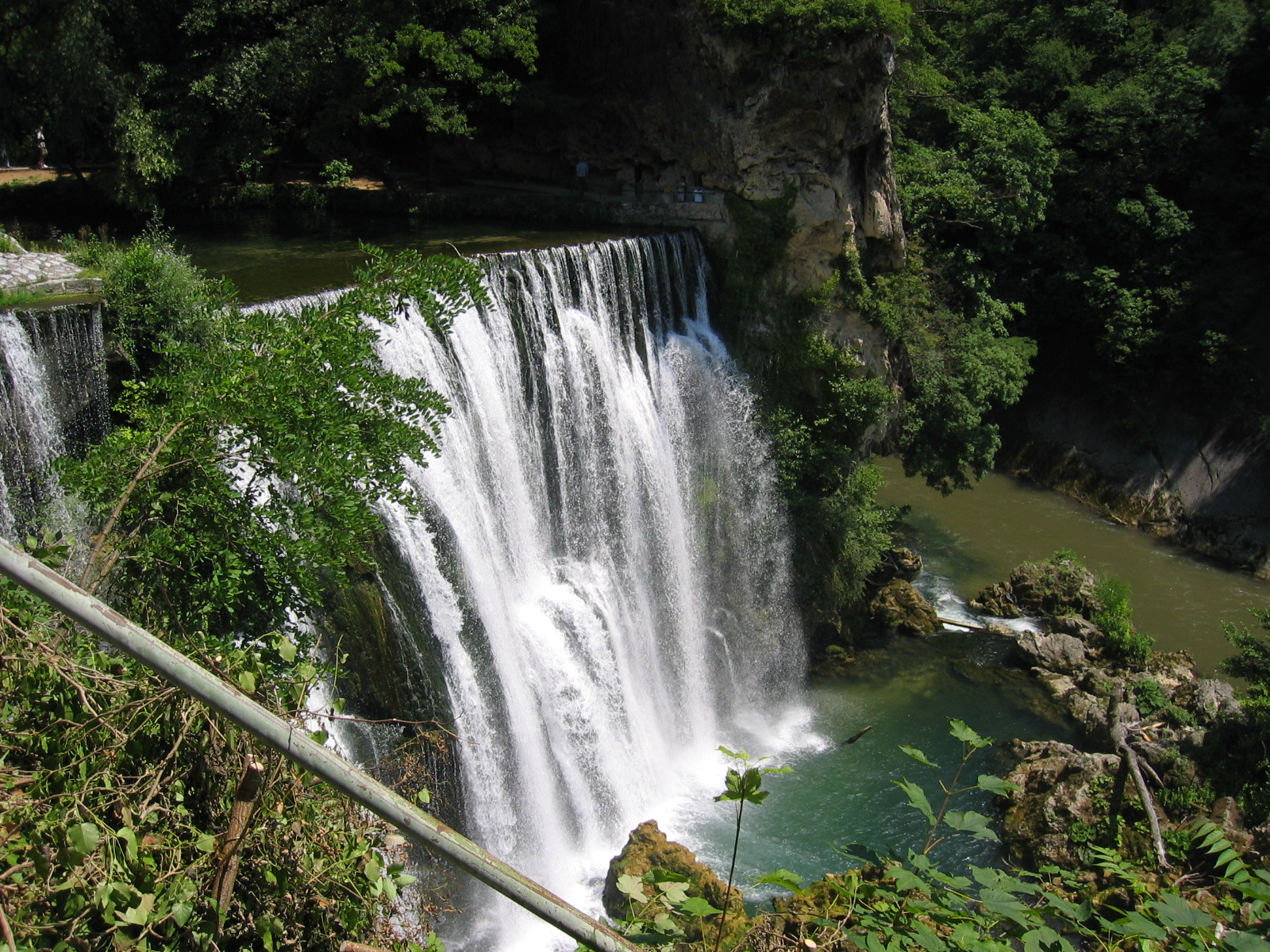
Cascate della Pliva
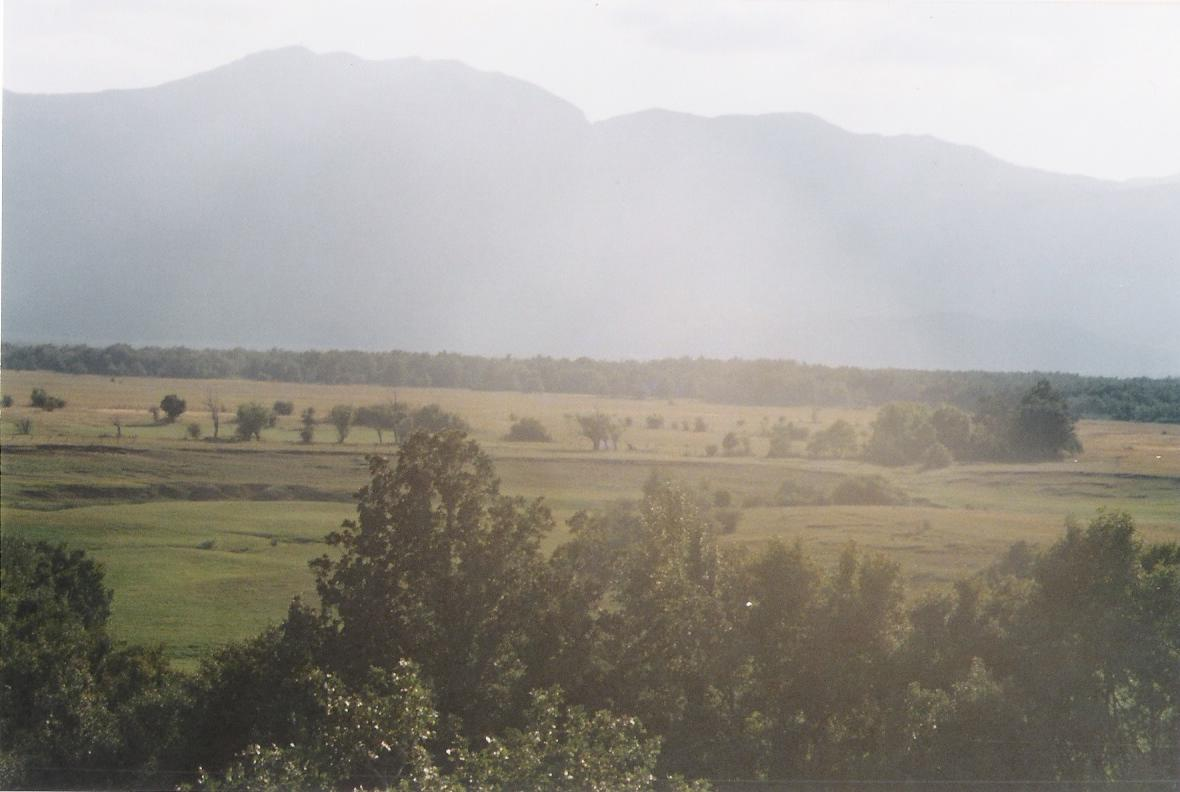
Troglav
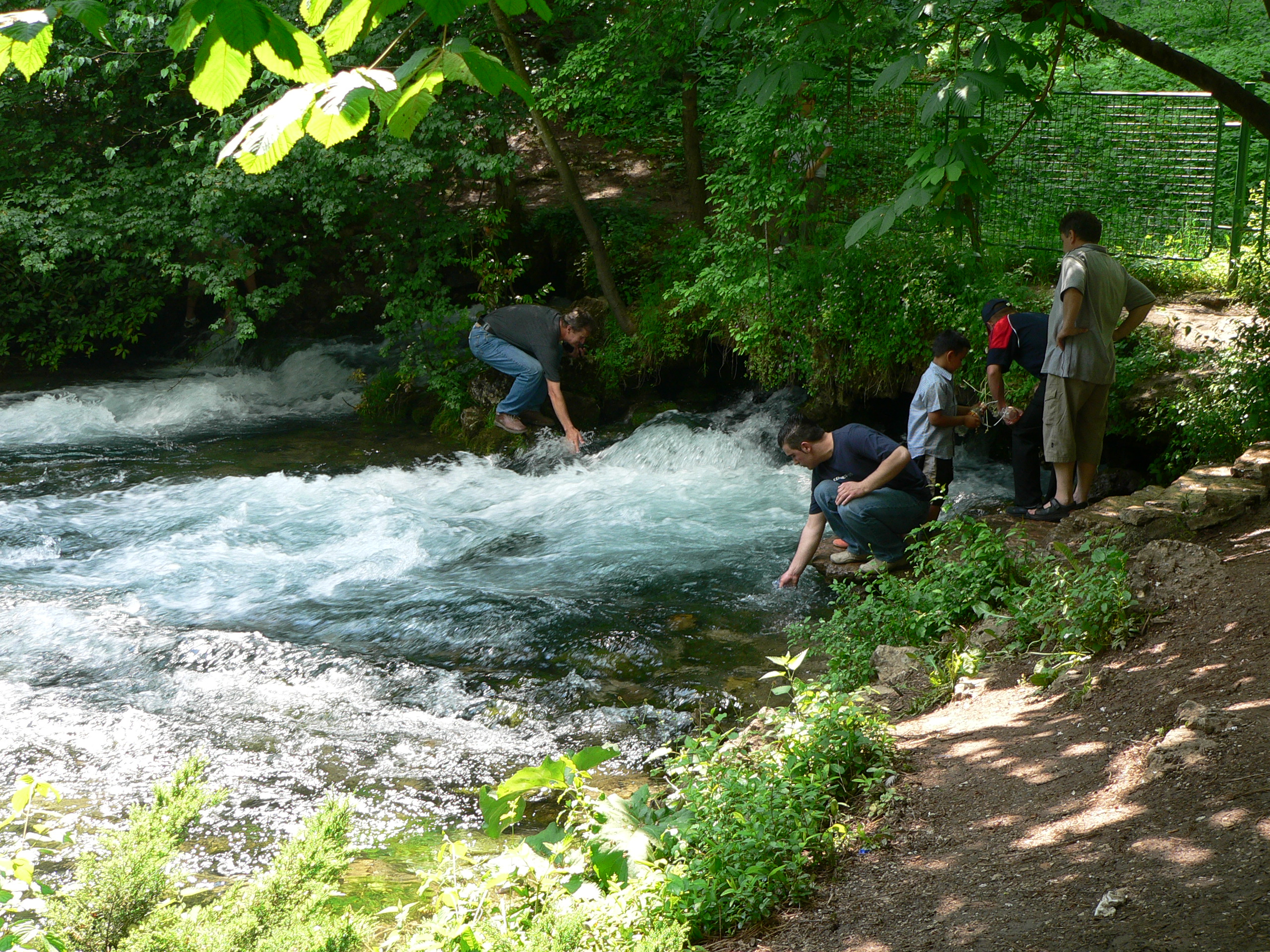
Vrelo Bosne